# Jóannes Bjartalíð
Jóannes Bjartalíð (født 10. juli 1996) er en færøsk fodboldspiller, der spiller som midtbanespiller for KÍ Klaksvík og Færøernes fodboldlandshold.

## Karriere

### Klub
Bjartalíð har hidtil udelukkende spillet for barndomsklubben KÍ Klaksvík. I 2019 vandt han med sit hold KÍ det færøske mesterskab, det var første gang i ti år, at KÍ vandt mesterskabet. Året efter var Bjartalíð en del af truppen, der satte færøsk rekord som den klub, der som den hidtil eneste (pr. juni 2022) er nået til en play-off kamp i en europæisk turnering, da KÍ Klaksvík vandt storsejr 6-1 over de georgiske mestre Dinamo Tbilisi i 3. kvalifikationsrunde i Europa League.

### Landshold
Bjartalíð fik landsholdsdebut for Færøerne den 5. september 2019 i en EM 2020 kvalifikationskamp mod Sverige, som Færøerne tabte 0–4 på hjemmebane. Han blev udtaget til landsholdet flere gange forinden, første gang i marts 2017, da Lars Olsen udtog ham til kampen mod Andorra. Han fik dog først debut godt to år senere. Han spillede med i alle seks kampe i UEFA Nations Leage D, gruppe 1, der sikrede Færøerne en 1. plads og oprykning til League C. Den 14. juni 2022 scorede han 2 mål indenfor tre minutter i anden halvleg i UEFA Nations Leauge kamp mod Luxembourg, der endte uafgjort 2-2.

## Karriere statistik

### Færøernes landshold
Oversigten er opdateret til og med 15. juni 2022 
| Færøerne | Færøerne | Færøerne |
| År       | Kampe    | Mål      |
| -------- | -------- | -------- |
| 2019     | 6        | 0        |
| 2020     | 7        | 0        |
| 2021     | 4        | 0        |
| 2022     | 4        | 2        |
| Total    | 21       | 2        |